# Instituto Federal de Educação, Ciência e Tecnologia
Os Institutos Federais de Educação, Ciência e Tecnologia, comumente conhecidos pela sigla IFs, são instituições de educação básica, profissional e superior, de caráter público e federal, que compõem a Rede Federal de Educação Profissional, Científica e Tecnológica.
Caracterizados por uma organização pluricurricular e multicampi, os IFs foram criados com a missão estratégica de ofertar educação profissional e tecnológica em seus diversos níveis e modalidades, promover a pesquisa aplicada e fomentar a extensão tecnológica em articulação com os arranjos produtivos e sociais locais.
Vinculados ao Ministério da Educação (MEC), os Institutos Federais possuem uma capilaridade notável, com centenas de campi distribuídos por todas as unidades da federação, representando uma das mais significativas políticas de interiorização do ensino público, gratuito e de qualidade no Brasil.

## Criação
O presidente Luiz Inácio Lula da Silva assinou no dia 16 de julho de 2008 o Projeto de Lei 3775/2008 que criou 38 Institutos Federais de Educação, Ciência e Tecnologia a partir da integração ou transformação de 31 centros federais de educação tecnológica (Cefets), 75 unidades descentralizadas de ensino (Uneds), 39 escolas agrotécnicas, 7 escolas técnicas federais e 8 escolas vinculadas a universidades. A matéria seguiu para aprovação no Congresso Nacional e em 29 de dezembro de 2008 foi sancionada pelo presidente. Cada instituto federal é organizado em estrutura com vários campi, com proposta orçamentária anual identificada para cada campus e reitoria, equiparando-se com as universidades federais.

## Inovação e tecnologia
Os Institutos Federais de Educação, Ciência e Tecnologia são vetores de difusão de práticas voltadas para a produção de inovações técnicas e tecnológicas, com importante ressonância nos municípios e regiões onde estão localizados.

## Institutos federais

### Acre
- Instituto Federal do Acre, mediante transformação da Escola Técnica Federal do Acre;

### Alagoas
- Instituto Federal de Alagoas, mediante integração do Centro Federal de Educação Tecnológica de Alagoas e da Escola Agrotécnica Federal de Satuba.

### Amapá
- Instituto Federal do Amapá, mediante transformação da Escola Técnica Federal do Amapá.

### Amazonas
- Instituto Federal do Amazonas, mediante integração do Centro Federal de Educação Tecnológica do Amazonas, da Escola Agrotécnica Federal de Manaus e de Escola Agrotécnica Federal São Gabriel da Cachoeira.

### Bahia
- Instituto Federal da Bahia, mediante transformação do Centro Federal de Educação Tecnológica da Bahia.
- Instituto Federal Baiano, mediante integração das Escola Agrotécnica Federal de Catu, Escola Agrotécnica Federal de Guanambi (Antonio José Teixeira), Escola Agrotécnica Federal de Santa Inês e Escola Agrotécnica Federal de Senhor do Bonfim.

### Distrito Federal
- Instituto Federal de Brasília, mediante transformação da Escola Técnica Federal de Brasília.

### Ceará
- Instituto Federal do Ceará, mediante integração do Centro Federal de Educação Tecnológica do Ceará e da Escola Agrotécnica Federal de Crato e Escola Agrotécnica Federal de Iguatu.

### Espírito Santo
- Instituto Federal do Espírito Santo, mediante integração do Centro Federal de Educação Tecnológica do Espírito Santo e da Escola Agrotécnica Federal de Alegre, Escola Agrotécnica Federal de Colatina e Escola Agrotécnica Federal de Santa Teresa.

### Goiás
- Instituto Federal de Goiás, mediante transformação do Centro Federal de Educação Tecnológica de Goiás.
- Instituto Federal Goiano, mediante integração do Centro Federal de Educação Tecnológica de Rio Verde e Centro Federal de Educação Tecnológica de Urutaí, e da Escola Agrotécnica Federal de Ceres.

### Maranhão
- Instituto Federal do Maranhão, mediante integração do Centro Federal de Educação Tecnológica do Maranhão, da Escola Agrotécnica Federal de Codó, Escola Agrotécnica Federal de São Luís e Escola Agrotécnica Federal de São Raimundo das Mangabeiras.

### Minas Gerais
- Instituto Federal de Minas Gerais, mediante integração do Centro Federal de Educação Tecnológica de Ouro Preto, Centro Federal de Educação Tecnológica de Bambuí, e da Escola Agrotécnica Federal de São João Evangelista.
- Instituto Federal do Norte de Minas Gerais, mediante integração do Centro Federal de Educação Tecnológica de Januária e da Escola Agrotécnica Federal de Salinas.
- Instituto Federal do Sudeste de Minas Gerais, mediante integração do Centro Federal de Educação Tecnológica de Rio Pomba, da Escola Agrotécnica Federal de Barbacena e do Colégio Técnico Universitário da UFJF.
- Instituto Federal do Sul de Minas Gerais, mediante integração da Escola Agrotécnica Federal de Inconfidentes, Escola Agrotécnica Federal de Machado e Escola Agrotécnica Federal de Muzambinho.
- Instituto Federal do Triângulo Mineiro, mediante integração do Centro Federal de Educação Tecnológica de Uberaba e da Escola Agrotécnica Federal de Uberlândia.

### Mato Grosso
- Instituto Federal de Mato Grosso, mediante integração do Centro Federal de Educação Tecnológica do Mato Grosso e Centro Federal de Educação Tecnológica de Cuiabá, e da Escola Agrotécnica Federal de Cáceres.

### Mato Grosso do Sul
- Instituto Federal de Mato Grosso do Sul, mediante integração da Escola Técnica Federal do Mato Grosso do Sul e da Escola Agrotécnica Federal de Nova Andradina.

### Pará
- Instituto Federal do Pará, mediante integração do Centro Federal de Educação Tecnológica do Pará, da Escola Agrotécnica Federal de Castanhal e Escola Agrotécnica Federal de Marabá.

### Paraíba
- Instituto Federal da Paraíba, mediante integração do Centro Federal de Educação Tecnológica da Paraíba e da Escola Agrotécnica Federal de Sousa.

### Pernambuco
- Instituto Federal de Pernambuco, mediante integração do Centro Federal de Educação Tecnológica de Pernambuco, da Escola Agrotécnica Federal de Barreiros, Escola Agrotécnica Federal de Belo Jardim e Escola Agrotécnica Federal de Vitória de Santo Antão.
- Instituto Federal do Sertão Pernambucano, mediante transformação do Centro Federal de Educação Tecnológica de Petrolina.

### Piauí
- Instituto Federal do Piauí, mediante transformação do Centro Federal de Educação Tecnológica do Piauí.

### Paraná
- Instituto Federal do Paraná, mediante transformação da Escola Técnica da Universidade Federal do Paraná.

### Rio de Janeiro
- Instituto Federal do Rio de Janeiro, mediante integração do Centro Federal de Educação Tecnológica de Química de Nilópolis e do Colégio Agrícola Nilo Peçanha.
- Instituto Federal Fluminense, mediante integração do Centro Federal de Educação Tecnológica de Campos e do Colégio Técnico Agrícola Ildefonso Bastos Borges.
- Colégio Pedro II equiparado aos demais institutos por força da lei federal n.º 12.677, de 25 de junho de 2012.[7]

### Rio Grande do Norte
- Instituto Federal do Rio Grande do Norte, mediante transformação do Centro Federal de Educação Tecnológica do Rio Grande do Norte.

### Rio Grande do Sul
- Instituto Federal do Rio Grande do Sul, mediante integração do Centro Federal de Educação Tecnológica de Bento Gonçalves, da Escola Técnica da Universidade Federal do Rio Grande do Sul, da Escola Técnica Federal de Canoas e da Escola Agrotécnica Federal de Sertão.
- Instituto Federal Farroupilha, mediante integração do Centro Federal de Educação Tecnológica de São Vicente do Sul e da Escola Agrotécnica Federal de Alegrete.
- Instituto Federal Sul-rio-grandense, mediante transformação do Centro Federal de Educação Tecnológica de Pelotas.[8]

### Rondônia
- Instituto Federal de Rondônia, mediante integração da Escola Técnica Federal de Rondônia e da Escola Agrotécnica Federal de Colorado do Oeste.

### Roraima
- Instituto Federal de Roraima, mediante transformação do Centro Federal de Educação Tecnológica de Roraima.

### Santa Catarina
- Instituto Federal de Santa Catarina, mediante transformação do Centro Federal de Educação Tecnológica de Santa Catarina.
- Instituto Federal Catarinense, mediante integração da Escola Agrotécnica Federal de Concórdia, Escola Agrotécnica Federal de Rio do Sul e Escola Agrotécnica Federal de Sombrio.

### São Paulo
- Instituto Federal de São Paulo, mediante transformação do Centro Federal de Educação Tecnológica de São Paulo.

### Sergipe
- Instituto Federal de Sergipe, mediante integração do Centro Federal de Educação Tecnológica de Sergipe e da Escola Agrotécnica Federal de São Cristóvão.

### Tocantins
- Instituto Federal do Tocantins, mediante integração da Escola Técnica Federal de Palmas e da Escola Agrotécnica Federal de Araguatins.